# فتح

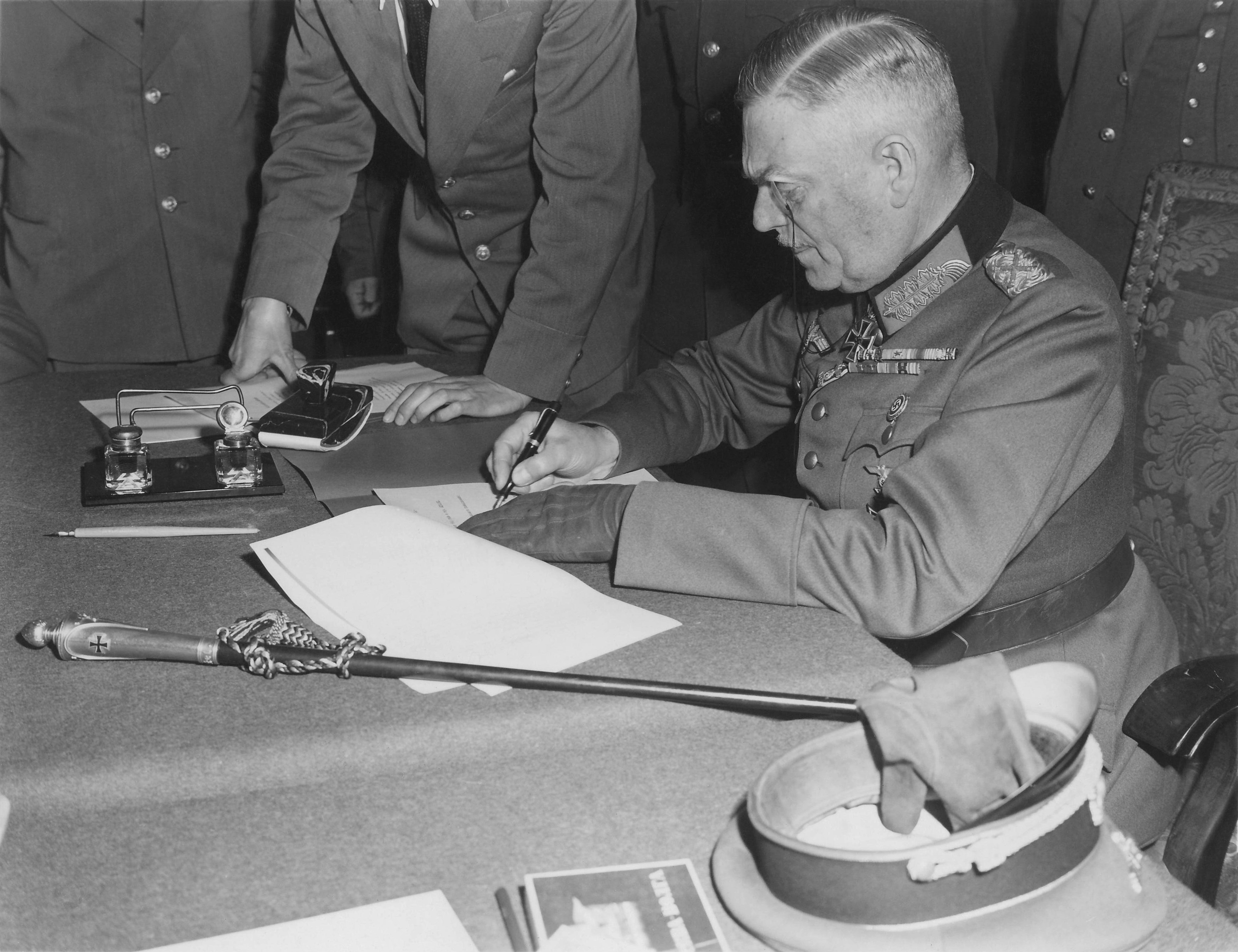

الفتح أو الإذعان التام هو استيلاء على بلد عن طريق الحرب. في بعض الحالات ينتهي الفتح بحل كامل للدولة المهزومة وضمها عسكريًا لأراضي الدولة المنتصرة كما حدث في نهاية حرب بونية الثالثة بهزيمة قرطاج على يد روما في القرن الثاني قبل الميلاد.
في نهاية الحرب العالمية الثانية، كان الاستسلام غير المشروط من قبل الرايخ الثالث، وبدقة أكثر: من قبل القوات المسلحة الألمانية «الفيرماخت»، مقبولًا من قبل السلطات كحالة من «الفتح»، حيث انتهت بانهيار كامل للـرايخ الألماني  بما تضمَّن جميع المراكز، وتم إنشاء دولتين ألمانيتين بدلًا من دولة واحدة وهما: «جمهورية ألمانيا الاتحادية» و «جمهورية ألمانيا الديمقراطية».
احتجت بعض السلطات ضد هذا الأمر حيث لم يتم إلحاق غالبية الأراضي التي شكلت ألمانيا قبل عملية آنشلوس ولا يزال السكان موجودين بها، واستمر بقاء أثر الدولة الألمانية بالرغم من أن مجلس إشراف الحلفاء حكم الأراضي، وفي نهاية الأمر استأنفت حكومة ألمانيا الكاملة السيادة سيطرتها على دولة لم تنقطع مطلقًا عن الوجود.